# Volleybal op de Paralympische Zomerspelen 2016
Op de XVe Paralympische Zomerspelen die in de Braziliaanse stad Rio de Janeiro werden gehouden, was volleybal een van de 22 beoefende sporten. Het Volleybaltoernooi begon op 9 september en eindigde op 18 september 2016. De wedstrijden werden gespeeld in het Riocentro. Dit was de eflde keer dat het Volleybaltoernooi werd georganiseerd sinds de sport in 1976 een volwaardig onderdeel van de Paralympische Spelen werd.

## Kwalificatie
Bij zowel de mannen als de vrouwen waren er acht plaatsen voor het paralympisch zitvolleybaltoernooi. Gastland Brazilië was verzekerd van deelname aan beide evenementen. De overige zeven plaatsen werden opgevuld door de winnaars van de internationale Paralympische kwalificatietoernooien.

#### Mannen
| Toernooi                                          | Datum                | Locatie   | Plaatsen | Gekwalificeerd             |
| ------------------------------------------------- | -------------------- | --------- | -------- | -------------------------- |
| Gastland                                          | –                    | –         | 1        | Brazilië                   |
| Wereldkampioenschappen 2014                       | 15 – 21 juni 2014    | Elbląg    | 2        | Bosnië en Herzegovina Iran |
| Aziatische kampioenschappen 2014                  | 18 – 24 oktober 2014 | Incheon   | 1        | China                      |
| Europese Kampioenschappen mannen 2015             | 2 – 7 oktober 2015   | Warendorf | 1        | Duitsland                  |
| Parapan-Amerikaanse Spelen 2015                   | 7 – 15 augustus 2015 | Toronto   | 1        | Verenigde Staten           |
| Afrikaanse Kampioenschappen 2015                  | 23 – 28 juli 2015    | Kigali    | 1        | Egypte                     |
| Paralympisch kwalificatietoernooi ParaVolley 2016 | 17 – 23 maart 2016   | Hangzhou  | 1        | Oekraïne                   |
| Totaal                                            |                      |           | 8        |                            |

#### Vrouwen
| Toernooi                                          | Datum                | Locatie    | Plaatsen | Gekwalificeerd |
| ------------------------------------------------- | -------------------- | ---------- | -------- | -------------- |
| Gastland                                          | –                    | –          | 1        | Brazilië       |
| Wereldkampioenschappen 2014                       | 15 – 21 juni 2014    | Elbląg     | 2        | China Oekraïne |
| Aziatische kampioenschappen 2014                  | 18 – 24 oktober 2014 | Incheon    | 1        | Iran           |
| Europese Kampioenschappen vrouwen 2015            | 2 – 7 oktober 2015   | Podčetrtek | 1        | Oekraïne       |
| Parapan-Amerikaanse Spelen 2015                   | 7 – 15 augustus 2015 | Toronto    | 1        | Canada         |
| Afrikaanse Kampioenschappen 2015                  | 23 – 28 juli 2015    | Kigali     | 1        | Rwanda         |
| Paralympisch kwalificatietoernooi ParaVolley 2016 | 17 – 23 maart 2016   | Hangzhou   | 1        | Nederland      |
| Totaal                                            |                      |            | 8        |                |

## Medailles
| Onderdeel | Goud | Goud | Zilver | Zilver | Brons | Brons |
| --------- | ---- | --- | ------ | --- | ----- | --- |
| mannen    | IRI  | Mehrzad Mehravan Morteza Mehrzad Majid Lashkarisanami Davoud Alipourian Abolfazl Oliyaei Ramezan Salehihajikolaei Sadegh Bigdeli Meisam Ali Pour Hossein Golestani Isa Zirahi Arash Khormali Mahdi Babadi | BIH    | Adnan Kesmer Adnan Manko Armin Sehic Asim Medic Benis Kadric Dzevad Hamzic Ermin Jusufovic Ismet Godinjak Mirzet Duran Nizam Čančar Sabahudin Delalic Safet Alibasic | EGY   | Hesham Elshwikh Shaaban Khater Ashraf Abdalla Mohamed Zeid Ahmed Soliman Ahmed Amer Hossam Massoud Elsayed Moussa Abdelnaby Abdellatif Sabry Eid Mohamed Abouelyazeid Metawa Abouelkhir                                                                                   |
| vrouwen   | USA  | Monique Burkland Heather Erickson Katie Holloway Kaleo Kanahele Nichole Millage Kari Miller Lora Webster Tia Edwards Nicky Nieves Michelle Schiffler Alexis Shifflett Bethany Zummo                       | CHN    | Li Ting Lyu Hongqin Jiang Jixiu Su Limei Gong Bin Wang Yanan Li Liping Zhang Xufei Xu Jie Zhang Lijun Sheng Yuhong Zhao Meiling                                      | BRA   | Paula Angeloti Herts Edwarda de Oliveira Dias Gizele Maria da Costa Dias Adria Jesus da Silva Pâmela Pereira Camila Maria de Castro Nathalie de Lima Silva Suellen Cristine Lima Jani Freitas Batista Janaína Petit Cunha Nurya de Almeida Silva Laiana Rodrigues Batista |